# آنتسوندروداوا
آنتسوندروداوا (به لاتین: Antsondrodava) یک منطقهٔ مسکونی در ماداگاسکار است که در ماینتریناوو واقع شده‌است. آنتسوندروداوا ۴٬۰۰۰ نفر جمعیت دارد و ۱۳۵ متر بالاتر از سطح دریا واقع شده‌است.